# Partecipanti al Giro delle Fiandre 2021
Elenco dei partecipanti al Giro delle Fiandre 2021.
Il Giro delle Fiandre 2021 è stato la centocinquesima edizione della corsa. Alla competizione presero parte 25 squadre, ciascuna delle quali composta da sette corridori, per un totale di 175 ciclisti.

## Corridori per squadra
Nota: R ritirato, NP non partito, FT fuori tempo, SQ squalificato
| Alpecin-Fenix          | Alpecin-Fenix          | Alpecin-Fenix          | Team DSM            | Team DSM              | Team DSM            | Intermarché-Wanty-Gobert  | Intermarché-Wanty-Gobert  | Intermarché-Wanty-Gobert  |
| ---------------------- | ---------------------- | ---------------------- | ------------------- | --------------------- | ------------------- | ------------------------- | ------------------------- | ------------------------- |
| 1                      | Mathieu van der Poel   | 2º                     | 91                  | Tiesj Benoot          | 12º                 | 181                       | Aimé De Gendt             | 34º                       |
| 2                      | Dries De Bondt         | 49º                    | 92                  | Nico Denz             | 63º                 | 182                       | Danny van Poppel          | 16º                       |
| 3                      | Silvan Dillier         | R                      | 93                  | Nils Eekhoff          | R                   | 183                       | Wesley Kreder             | 106º                      |
| 4                      | Jonas Rickaert         | 90º                    | 94                  | Søren Kragh Andersen  | 58º                 | 184                       | Taco van der Hoorn        | 101º                      |
| 5                      | Oscar Riesebeek        | R                      | 95                  | Joris Nieuwenhuis     | R                   | 185                       | Boy van Poppel            | 74º                       |
| 6                      | Gianni Vermeersch      | 7º                     | 96                  | Nikias Arndt          | R                   | 186                       | Pieter Vanspeybrouck      | 108º                      |
| 7                      | Otto Vergaerde         | SQ                     | 97                  | Jasha Sütterlin       | R                   | 187                       | Loïc Vliegen              | 85º                       |
| Deceuninck-Quick Step  | Deceuninck-Quick Step  | Deceuninck-Quick Step  | Team BikeExchange   | Team BikeExchange     | Team BikeExchange   | Movistar Team             | Movistar Team             | Movistar Team             |
| 11                     | Julian Alaphilippe     | 42º                    | 101                 | Michael Matthews      | 21º                 | 191                       | Iván García Cortina       | 23º                       |
| 12                     | Kasper Asgreen         | 1º                     | 102                 | Jack Bauer            | 82º                 | 192                       | Mathias Norsgaard         | 45º                       |
| 13                     | Davide Ballerini       | R                      | 103                 | Luke Durbridge        | 87º                 | 193                       | Imanol Erviti             | R                         |
| 14                     | Tim Declercq           | R                      | 104                 | Alexander Edmondson   | R                   | 194                       | Juri Hollmann             | 66º                       |
| 15                     | Florian Sénéchal       | 9º                     | 105                 | Amund Grøndahl Jansen | R                   | 195                       | Johan Jacobs              | 78º                       |
| 16                     | Yves Lampaert          | 17º                    | 106                 | Robert Stannard       | 51º                 | 196                       | Lluís Mas                 | 83º                       |
| 17                     | Bert Van Lerberghe     | 75º                    | 107                 | Luka Mezgec           | R                   | 197                       | Gonzalo Serrano           | 67º                       |
| AG2R Citroën Team      | AG2R Citroën Team      | AG2R Citroën Team      | UAE Team Emirates   | UAE Team Emirates     | UAE Team Emirates   | B&B Hotels                | B&B Hotels                | B&B Hotels                |
| 21                     | Greg Van Avermaet      | 3º                     | 111                 | Alexander Kristoff    | 18º                 | 201                       | Bryan Coquard             | R                         |
| 22                     | Stan Dewulf            | 50º                    | 112                 | Mikkel Bjerg          | R                   | 202                       | Frederik Backaert         | 102º                      |
| 23                     | Oliver Naesen          | 33º                    | 113                 | Sven Erik Bystrøm     | 37º                 | 203                       | Cyril Barthe              | 48º                       |
| 24                     | Lawrence Naesen        | R                      | 114                 | Ryan Gibbons          | 64º                 | 204                       | Bert De Backer            | 95º                       |
| 25                     | Michael Schär          | SQ                     | 115                 | Vegard Stake Laengen  | 105º                | 205                       | Jens Debusschere          | R                         |
| 26                     | Damien Touzé           | 53º                    | 116                 | Matteo Trentin        | 57º                 | 206                       | Jérémy Lecroq             | R                         |
| 27                     | Gijs Van Hoecke        | R                      | 117                 | Rui Oliveira          | 56º                 | 207                       | Cyril Lemoine             | 46º                       |
| Jumbo-Visma            | Jumbo-Visma            | Jumbo-Visma            | Team Qhubeka Assos  | Team Qhubeka Assos    | Team Qhubeka Assos  | Bingoal Pauwels Sauces WB | Bingoal Pauwels Sauces WB | Bingoal Pauwels Sauces WB |
| 31                     | Wout Van Aert          | 6º                     | 121                 | Victor Campenaerts    | 38º                 | 211                       | Timothy Dupont            | R                         |
| 32                     | Edoardo Affini         | R                      | 122                 | Dimitri Claeys        | 13º                 | 212                       | Arjen Livyns              | 31º                       |
| 33                     | David Dekker           | 93º                    | 123                 | Michael Gogl          | 43º                 | 213                       | Mathijs Paasschens        | 71º                       |
| 34                     | Pascal Eenkhoorn       | 94º                    | 124                 | Giacomo Nizzolo       | R                   | 214                       | Tom Paquot                | R                         |
| 35                     | Timo Roosen            | 97º                    | 125                 | Emil Vinjebo          | R                   | 215                       | Tom Wirtgen               | R                         |
| 36                     | Nathan Van Hooydonck   | 62º                    | 126                 | Max Walscheid         | 27º                 | 216                       | Jelle Vanendert           | 80º                       |
| 37                     | Maarten Wynants        | 92º                    | 127                 | Łukasz Wiśniowski     | 76º                 | 217                       | Luc Wirtgen               | 69º                       |
| Lotto Soudal           | Lotto Soudal           | Lotto Soudal           | Astana-Premier Tech | Astana-Premier Tech   | Astana-Premier Tech | Sport Vlaanderen-Baloise  | Sport Vlaanderen-Baloise  | Sport Vlaanderen-Baloise  |
| 41                     | John Degenkolb         | 30º                    | 131                 | Yevgeniy Fedorov      | SQ                  | 221                       | Cédric Beullens           | 47º                       |
| 42                     | Tosh Van Der Sande     | R                      | 132                 | Evgenij Gidič         | R                   | 222                       | Lindsay De Vylder         | R                         |
| 43                     | Roger Kluge            | R                      | 133                 | Dmitrij Gruzdev       | 81º                 | 223                       | Arne Marit                | R                         |
| 44                     | Frederik Frison        | R                      | 134                 | Hugo Houle            | 79º                 | 224                       | Fabio Van Den Bossche     | 110º                      |
| 45                     | Brent Van Moer         | R                      | 135                 | Nikita Stal'nov       | R                   | 225                       | Ruben Apers               | R                         |
| 46                     | Florian Vermeersch     | R                      | 136                 | Artëm Zacharov        | 91º                 | 226                       | Jordi Warlop              | R                         |
| 47                     | Tim Wellens            | 25º                    | 137                 | Benjamin Perry        | 70º                 | 227                       | Thimo Willems             | 60º                       |
| Trek-Segafredo         | Trek-Segafredo         | Trek-Segafredo         | Cofidis             | Cofidis               | Cofidis             | Team Arkéa-Samsic         | Team Arkéa-Samsic         | Team Arkéa-Samsic         |
| 51                     | Jasper Stuyven         | 4º                     | 141                 | Christophe Laporte    | 11º                 | 231                       | Warren Barguil            | 36º                       |
| 52                     | Koen de Kort           | 96º                    | 142                 | Piet Allegaert        | 61º                 | 232                       | Daniel McLay              | 107º                      |
| 53                     | Kiel Reijnen           | R                      | 143                 | Tom Bohli             | R                   | 233                       | Benjamin Declercq         | R                         |
| 54                     | Ryan Mullen            | R                      | 144                 | Jempy Drucker         | R                   | 234                       | Matis Louvel              | 77º                       |
| 55                     | Mads Pedersen          | R                      | 145                 | André Carvalho        | 111º                | 235                       | Clément Russo             | 29º                       |
| 56                     | Quinn Simmons          | R                      | 146                 | Kenneth Vanbilsen     | R                   | 236                       | Christophe Noppe          | 103º                      |
| 57                     | Edward Theuns          | 59º                    | 147                 | Jelle Wallays         | 68º                 | 237                       | Connor Swift              | 73º                       |
| Bora-Hansgrohe         | Bora-Hansgrohe         | Bora-Hansgrohe         | Bahrain Victorious  | Bahrain Victorious    | Bahrain Victorious  | Total Direct Énergie      | Total Direct Énergie      | Total Direct Énergie      |
| 61                     | Peter Sagan            | 15º                    | 151                 | Sonny Colbrelli       | 55º                 | 241                       | Niki Terpstra             | 86º                       |
| 62                     | Maciej Bodnar          | 104º                   | 152                 | Dylan Teuns           | 35º                 | 242                       | Damien Gaudin             | 113º                      |
| 63                     | Marcus Burghardt       | 14º                    | 153                 | Fred Wright           | 112º                | 243                       | Edvald Boasson Hagen      | 84º                       |
| 64                     | Daniel Oss             | 88º                    | 154                 | Marco Haller          | 40º                 | 244                       | Adrien Petit              | R                         |
| 65                     | Nils Politt            | 22º                    | 155                 | Heinrich Haussler     | 20º                 | 245                       | Geoffrey Soupe            | R                         |
| 66                     | Lukas Pöstlberger      | R                      | 156                 | Jonathan Milan        | R                   | 246                       | Anthony Turgis            | 8º                        |
| 67                     | Patrick Gamper         | R                      | 157                 | Marcel Sieberg        | 99º                 | 247                       | Dries Van Gestel          | 32º                       |
| EF Education-Nippo     | EF Education-Nippo     | EF Education-Nippo     | Groupama-FDJ        | Groupama-FDJ          | Groupama-FDJ        |                           |                           |                           |
| 71                     | Alberto Bettiol        | 28º                    | 161                 | Stefan Küng           | 44º                 |                           |                           |                           |
| 72                     | Stefan Bissegger       | 89º                    | 162                 | Kevin Geniets         | 52º                 |                           |                           |                           |
| 73                     | Michael Valgren        | R                      | 163                 | Olivier Le Gac        | 65º                 |                           |                           |                           |
| 74                     | Jens Keukeleire        | R                      | 164                 | ---                   | -                   |                           |                           |                           |
| 75                     | Sebastian Langeveld    | 109º                   | 165                 | Tobias Ludvigsson     | 100º                |                           |                           |                           |
| 76                     | Jonas Rutsch           | R                      | 166                 | Valentin Madouas      | 39º                 |                           |                           |                           |
| 77                     | Tom Scully             | R                      | 167                 | Antoine Duchesne      | R                   |                           |                           |                           |
| Israel Start-Up Nation | Israel Start-Up Nation | Israel Start-Up Nation | Ineos Grenadiers    | Ineos Grenadiers      | Ineos Grenadiers    |                           |                           |                           |
| 81                     | Sep Vanmarcke          | 5º                     | 171                 | Thomas Pidcock        | 41º                 |                           |                           |                           |
| 82                     | Jenthe Biermans        | 26º                    | 172                 | Leonardo Basso        | R                   |                           |                           |                           |
| 83                     | Hugo Hofstetter        | 24º                    | 173                 | Owain Doull           | R                   |                           |                           |                           |
| 84                     | Reto Hollenstein       | R                      | 174                 | Michał Gołaś          | 72º                 |                           |                           |                           |
| 85                     | Guillaume Boivin       | 98º                    | 175                 | Ethan Hayter          | 54º                 |                           |                           |                           |
| 86                     | Tom Van Asbroeck       | 19º                    | 176                 | Luke Rowe             | R                   |                           |                           |                           |
| 87                     | Alexis Renard          | R                      | 177                 | Dylan van Baarle      | 10º                 |                           |                           |                           |